# Nickelodeon Japonia
Nickelodeon – nieistniejąca japońska stacja telewizyjna należąca do ViacomCBS Networks EMEAA emitująca seriale animowane i młodzieżowe. Wystartowała w listopadzie 1998 roku. 30 września 2009 roku kanał zakończył emisję z powodu spadającej oglądalności.
Od 1 września 2010 na kanale Animax jest nadawany blok pod nazwą „NickTime” zaczynający się programem SpongeBob Kanciastoporty Stacja powróciła 30 stycznia 2018 za pośrednictwem dTV-Channel firmy NTT docomo oraz Hulu Japan.

## Programy

### Nicktunki
- All Grown Up!
- Awatar: Legenda Aanga
- Bobry w akcji
- Catscratch
- Danny Phantom
- Dzika rodzinka
- El Tigre: Przygody Manny’ego Rivery
- Hej Arnold!
- Invader Zim
- Jimmy Neutron: mały geniusz
- Kappa Mikey
- Kotopies
- Kredonia
- Mighty B
- Pełzaki
- Prawdziwe potwory
- Ren i Stimpy
- Rocket Power
- Słowami Ginger
- Szanowni państwo X
- Tak and the Power of Juju
- Wayside
- Wróżkowie chrzestni
- Yakkity Yak
- Zagroda według Otisa
- Z życia nastoletniego robota

### TEENick
- iCarly
- Drake i Josh
- Nieidealna
- Romeo
- Szkolny poradnik przetrwania
- The Naked Brothers Band
- True Jackson
- Zoey 101

### Nick Jr.
- Dalej, Diego!
- Dora poznaje świat
- Mały Bill
- Przyjaciele z podwórka
- Śladem Blue
- Wspaniałe zwierzaki